# Barra (Napoli)

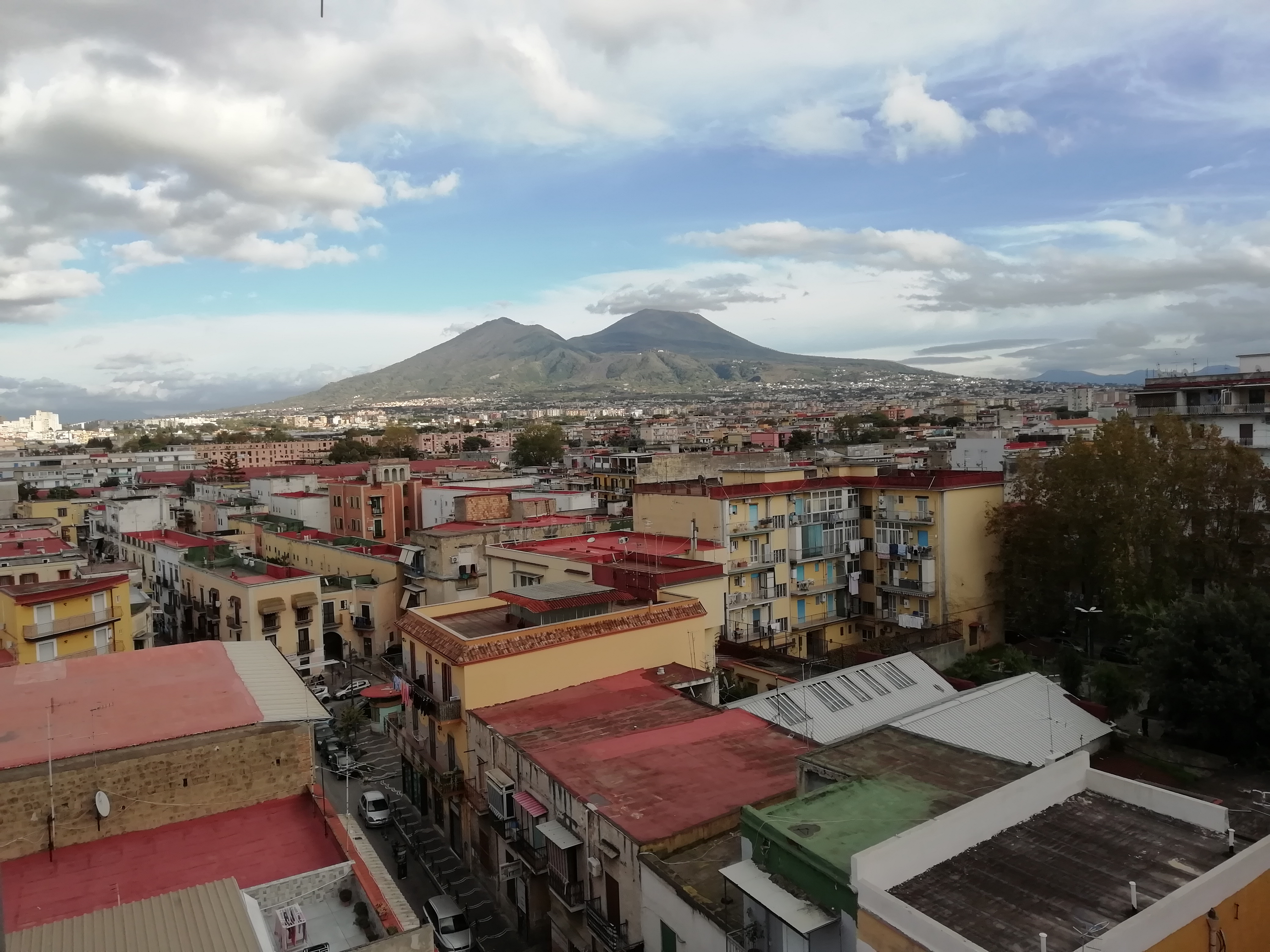
Vista panoramica del quartiere di Barra

Barra (in napoletano Varra) è un quartiere dell'area orientale di Napoli,  facente parte della Municipalità VI insieme ai quartieri Ponticelli e San Giovanni a Teduccio.

## Dati territoriali
Il suo territorio è prevalentemente pianeggiante e si trova a 15 metri sul livello del mare.
Confina a nord col quartiere Ponticelli e con il comune di Cercola, ad est con i comuni di San Giorgio a Cremano e San Sebastiano al Vesuvio, a sud con il quartiere di San Giovanni a Teduccio e ad ovest con i quartieri di Poggioreale e Zona Industriale.
Fino al 2005, era la 19ª circoscrizione del comune di Napoli, poi con la riforma amministrativa della città (deliberazioni nº 13 del 10 febbraio 2005, nº 15 dell'11 febbraio, nº 21 del 16 febbraio, nº 29 del 1º marzo e nº 68, del consiglio comunale della città di Napoli), sono state istituite le Municipalità di Napoli e Barra unitamente ai quartieri di Ponticelli e San Giovanni a Teduccio forma la Municipalità 6 di Napoli.

## Storia
L'insediamento di Barra ha origini antichissime: già nel periodo romano sorgevano ville rustiche in questo territorio che risultava molto fertile per la vicinanza del fiume Sebeto.
Con la fine dell'Impero Romano, questo territorio cadde in un graduale abbandono, e le terre un tempo fertili divennero paludose. Nel primo periodo del Medioevo, però, questo ed altri territori vennero "strappati" alle "lave d'acqua" che si erano formate nel corso dei secoli da tenacissimi servi della gleba, così che quel territorio fu chiamato "Tresano", che può significare o "tre volte salubre" oppure, facendo risalire questo nome a un francesismo "molto sano".
Si erano così formati, già prima dell'anno 1000, due nuclei abitativi (non ancora chiamati casali, non avendone ancora la giuridicità) in questo territorio: Sirinum, Casavaleria. Col formarsi dei casali, anche questi nuclei abitativi lo divennero, e nel 1275, fu donato alla famiglia Coczi gran parte del territorio di Tresano da parte di Carlo I d'Angiò, e questo casale fu chiamato, per la presenza di numerose torri, Barra de Coczi. Nel 1494, i territori di Barra de Coczi e del Sirinum furono uniti.
Nel 1642 fu unito anche il territorio di Casavaleria (attualmente la zona chiamata S. Maria del Pozzo), e quasi nello stesso periodo i contadini barresi espansero verso nord i loro confini, bonificando le terre paludose (tra cui parte dell'antico villaggio Tertium, ai confini con Ponticelli). Fu così che si formò "l'università", che aveva come congrega principale la chiesa Ave Gratia Plena, conosciuta come chiesa di S.Anna, patrona di Barra.
Durante il Viceregno spagnolo, per non passare sotto controllo feudale, rimase in mano al demanio "riscattandosi", coprendo cioè la spesa per rimanere Casale Regio.
Tra il 1600 e 1700 numerose furono le ville nobiliari che sorsero e che ancor oggi sono visibili nel centro storico di Barra, dove visse anche il famoso pittore Francesco Solimena, che qui vi morì nel 1747 e fu sepolto nella chiesa dei frati Domenicani, Santa Maria della Sanità detta di San Domenico, sita in Corso Sirena. Nello stesso ipogeo è presente, di fronte all'altare, la lapide sepolcrale della nobil donna Maria Camilla Cantelmo Stuart di Tocco, principessa di Pettorano e duchessa di Popoli, morta a Barra il 24 settembre del 1750. Accanto a questa lapide se ne scorge un'altra che riporta un intervento di restauro finanziato dal pronipote della suddetta nobil donna, Francesco Maria di Tocco Cantelmo Stuart. Qui è anche sepolto Federico Zuccari, inventore e ideatore dell'osservatorio astronomico di Capodimonte. Negli ultimi mesi della sua vita, l'astronomo abitò a Barra nella casa di Angelo Cheibis. Morì il 15 dicembre 1817 assistito dal suo amico, lo zoologo Giosuè Sangiovanni, e ricevendo i conforti religiosi da don Gaetano Ascione. Per sua volontà fu sepolto nella chiesa di san Domenico a Barra.
Al 1822 risale invece la festa dei Gigli, che, portata da Nola, fu istituita perché gli obelischi di legno non fossero portati durante la festa di Sant'Anna.
Di fede borbonica, non partecipò al plebiscito del 1860. Al 1890 risalgono i lavori di "risanamento", simili a quelli avvenuti a Napoli, e la conseguente costruzione del Corso Bruno Buozzi, di piazza De Franchis e di corso 4 Novembre.
Rimase comune autonomo sino al 1925, seppur già nel 1918, per la presenza della Raffineria nella zona nord del comune, quest'ultima era già stata aggregata al comune di Napoli.
Interessata sin dalla fine degli anni '40 da fenomeni di edilizia operaria e popolare, e sulla fine degli anni '50 anche residenziale, dopo gli anni '70 e soprattutto dopo il terremoto del 1980 cadde, come tutta la periferia est, nel degrado civile, amministrativo e culturale.

### Stemma

Antico stemma del comune di Barra

La sirena bicauda sormontata da una corona era l'antico stemma del comune di Barra autonomo fino al 1925, quando poi verrà aggregato al Comune di Napoli.
(Pasquale Cozzolino, La Barra e sue origini, 1899)

## Monumenti e luoghi di interesse
- Chiesa dell'Annunziata (Barra) o dell'Ave Gratia Plena o ancora di Sant'Anna
- Chiesa di San Domenico (Barra)
- Chiesa di Maria Santissima di Caravaggio in Barra
- Chiesa di Santa Maria delle Grazie o di Sant'Antonio
- Chiesa di Santa Maria del Pozzo
- Chiesa di Santa Maria dell'Ulivo
- Chiesa di Santa Maria di Costantinopoli
- Chiesa dell'Istituto delle Suore Veroline
- Chiesa dell'Istituto delle Povere Figlie della Visitazione
- Chiesa di Santa Maria delle Grazie e Sant'Attanasio
- Chiesa in via Principe di Sannicandro n.11
- Cimitero dei colerosi di Barra
- Monumento ai Caduti realizzato in bronzo dallo scultore porticese Ettore Sannino (1924).

### Sant'Anna patrona di Barra
Tutta l'area orientale e dunque extra-muraria della città di Napoli è storicamente devota alla Madre della Vergine. Tale devozione, diffusa principalmente dalla dominazione francese, prese animo, per diverse vicende storiche, inizialmente dalla chiesa di Sant'Anna alle Paludi (anticamente Santa Maria delle Grazie) per diffondersi poi in tutto il circondario contadino.
La devozione e il culto di Sant'Anna a Barra, risalenti all'inizio del '700, sono elementi centrali della cultura e della vita dei barresi. Per capirne il valore bisogna ricordare che i cittadini di Barra, nella maggior parte vivono una tradizione che ha le sue radici in una cultura agricola basata sulle feste e le ricorrenze religiose: ad esempio il tempo per la semina era santo (l'uva di fine luglio era chiamata infatti: "uva di Sant'Anna"). In questa cultura contadina, il santo diviene non solo il protettore del paese, ma anche il simbolo e l'orgoglio a cui si è legati particolarmente.
La prima domenica dopo il giorno di Sant'Anna (festeggiata il 26 luglio) una solenne processione si snoda tra le vie principali del centro storico di Barra e la statua settecentesca di Sant'Anna, attribuita allo scultore Giuseppe Picano,abile intagliatore di figure presepiali che lavorò anche per i Borbone vissuto tra 1716 e il 1810, viene portata a spalla da numerosissimi cullatori sulla tradizionale Barca in cartapesta, accompagnata da un'enorme folla e da una banda musicale che suona l'antico inno creato in suo onore e musicato dal maestro Raffaele Passaro all'inizio del XX secolo. Nel caso in cui il 26 luglio, festa di Sant'Anna, coincida con la domenica, la processione si svolge la prima domenica di agosto.
Per questo antichissimo culto e soprattutto per i tanti devoti provenienti non solo da Barra, la parrocchia Ave Gratia Plena (chiesa madre di Barra) è stata elevata a Santuario diocesano di Sant'Anna nel 2010.
Con una bolla pontificia del 1822, conservata negli archivi parrocchiali, era parroco Don Gaetano Ascione (dal gennaio 1806 all'aprile 1825), Papa Pio VII decreta Sant'Anna unica patrona dell'antico comune di Barra: ... è Sant'Anna che viene il 26 luglio di ciascun anno, giorno per detto Comune di doppio precetto, giusto riconoscimento del Sommo Pontefice Pio VII con l'assenso dell'Illustrissimo e Reverendissimo Arcivescovo di Napoli fu Luigi Ruffo di Scilla, de 9 luglio 1822.
Ecco le parole dell'inno scritto in suo onore da un anonimo barrese e musicato dal compianto maestro Raffaele Passaro, una vera e propria opera d'arte musicale:
fra le donne fortunata,
tu la Vergine Beata
concepisti nel tuo sen.
Fin dall'or che fu concetta
l'Alma sua fu santa e bella
di splendor fu quale stella
e di grazia vaso pien (3x)
Madre sei della gran Madre
di Gesù Nostro Signore.
Sei potente in tutte l'ore,
prega tu per noi Gesù.
Mostri dunque il tuo potere
a favore dei tuoi devoti
che ferventi a te fan voti,
prega tu per noi Gesù
Prega, prega, prega tu per noi Gesù.
Prega, prega, prega tu per noi Gesù.»
(Anonimo)

### Architetture civili: il Miglio d'oro e le Ville
Il Miglio d'oro è quella zona compresa tra i quartieri napoletani di Barra e San Giovanni a Teduccio e i comuni di San Giorgio a Cremano, Portici ed Ercolano, fino a Torre del Greco; essa è attraversata per la parte bassa dalla SS18 Tirrena inferiore (un tempo strada regia delle Calabrie) ed è definita «d'oro» per la ricchezza storica e paesaggistica e la presenza di splendide ville vesuviane costruite a partire dal Settecento.
Carlo di Borbone, salito sul trono del Regno di Napoli nel 1735, rimase incantato dalla bellezza del paesaggio e dalla mitezza del clima della riviera Vesuviana, e commissionò ad Antonio Canevari la costruzione della Reggia di Portici.
Il panorama del Golfo di Napoli con vista su Capri, Ischia e Procida, il prestigio della presenza della dimora reale, fece sì che molti altri nobili decisero di trasferirsi lungo il Miglio d'oro facendosi costruire ville e giardini rococò e neoclassici da architetti del calibro di Luigi Vanvitelli, Ferdinando Fuga, Ferdinando Sanfelice, Domenico Antonio Vaccaro, Mario Gioffredo.
Le ville vesuviane censite e tutelate dall'Ente ville vesuviane del Miglio d'oro sono 122.
A Barra si trovano numerose ville vesuviane del Miglio d'oro:

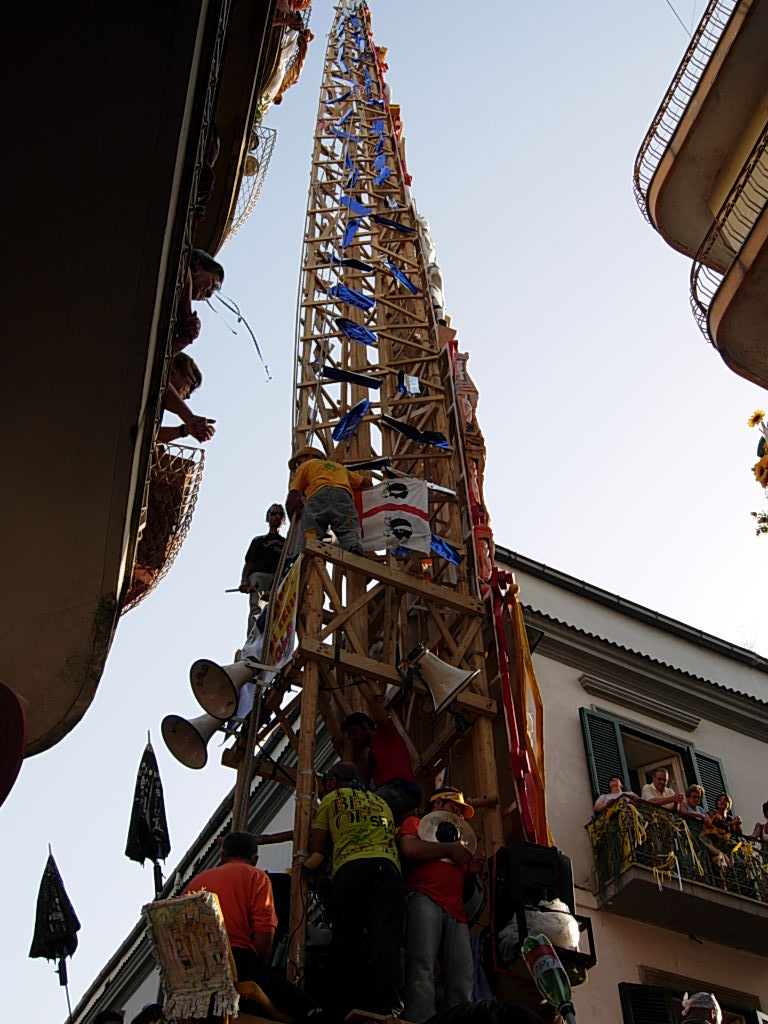
giglio in largo parrocchia

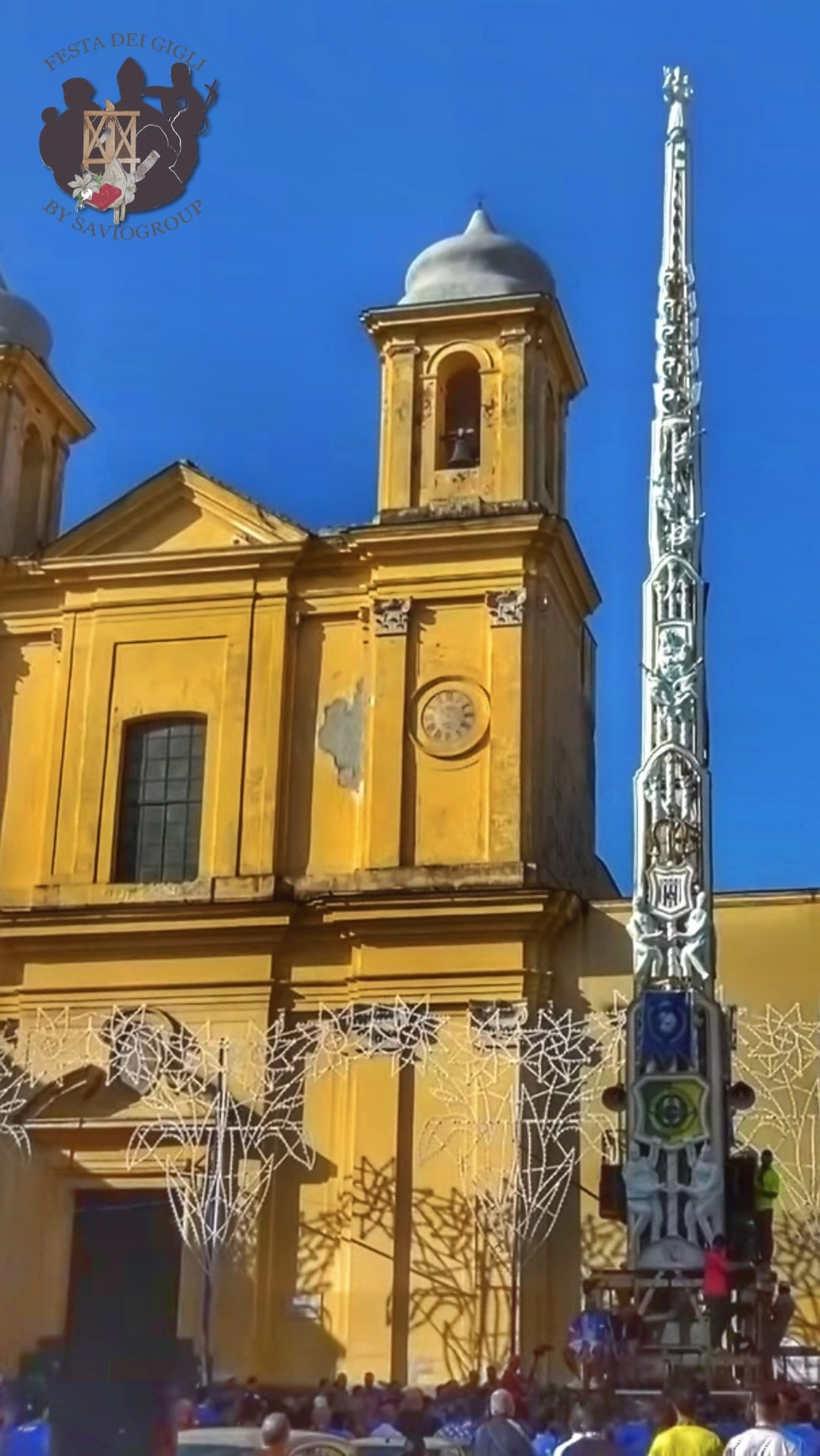

- Villa Bisignano o Villa Roomer (La volta è decorata con un affreschi di Aniello Falcone)
- Villa Mastellone o Palazzo Mastellone dei Duchi di Limatola
- Villa De Cristoforo
- Villa Finizio (dimora del grande archeologo Bernardo Quaranta)
- Villa Diana
- Villa Amalia (Napoli)
- Villa Bisignano o Villa Roomer (La volta è decorata con un affreschi di Aniello Falcone)
- Villa Filomena
- Villa Giulia (Napoli) o Villa De Gregorio di Sant'Elia (progettata da Luigi Vanvitelli)
- Villa Nasti ora Villa Letizia
- Villa Pignatelli di Monteleone
- Villa Sant'Anna
- Villa Spinelli di Scalea
- Villa Salvetti
- Dipendenza Villa Spinelli
- Villa Stigliola (ò palazz de tasse)

Invece di altre nobili dimore presenti a Barra, non restano che i nomi, perché sono andate distrutte per varie cause:
- Villa Solimena (dimora del grande pittore e architetto Francesco Solimena)
- Palazzo Capobianco
- Villa della Duchessa di Casamassima (denominata "La Barra" con saloni affrescati da B. Corenzio.)
- Villa Dei Caolini
- Villa del principe di Marsicanovo
- Villa Scioriniello dei Marchesi Amato

### Il Sebeto
Il Sebeto era il nome del fiume che bagnava l'antica Neapolis. Attualmente con questo nome viene indicato un fiume, oggi quasi interamente coperto, che,  proveniente da Volla, passando dal vicino quartiere di Ponticelli, attraversa Barra nella zona delle raffinerie e sfocia a San Giovanni a Teduccio. Una breve tratto del Sebeto è visibile tra via Galileo Ferraris e via Francesco Sponsilli.

## Società

### Festa dei Gigli
La "Festa dei Gigli" a Barra si tiene ogni anno, durante l'ultima domenica di settembre.
Nel corso della settimana precedente la domenica, nei vari rioni, allestiti dai comitati partecipanti, si svolgono folkloristiche manifestazioni. La domenica si ha la "ballata" dei Gigli che percorrono: Corso Sirena (percorso storico fino al 1954), via Serino, Corso Bruno Buozzi e via Luigi Martucci (questo circuito rotatorio, dà la possibilità allo spettatore di rimanere fermo ad un posto e veder sfilare davanti a sé tutti i Gigli). La "ballata" inizia verso le ore 10, poi c'è la pausa per il pranzo e termina a notte inoltrata (oggi giorno le cose sono cambiate grazie a dei regolamenti stabiliti da un ente festa e dal comune di Napoli).
La gara è puramente simbolica. In molti ritengono che la Festa dei Gigli di Barra tragga la sua origine dai riti di Cibele e Attis e dalle “Infrascate”, avvenimenti storici che in realtà a Barra non sono mai esistiti. La Festa dei Gigli di Barra fu importata da Nola; inoltre, il rito di Cibele e Attis si svolgeva nelle grosse comunità agrarie (come a Baiano (AV)) e le “Infrascate” sono un rito che si svolgeva tra il Vomero (Antignano) e altre località limitrofe. Infine, non esiste alcuna documentazione riguardo allo svolgimento dei due riti suddetti a Barra, dunque tale ipotesi deve essere ritenuta non comprovata.

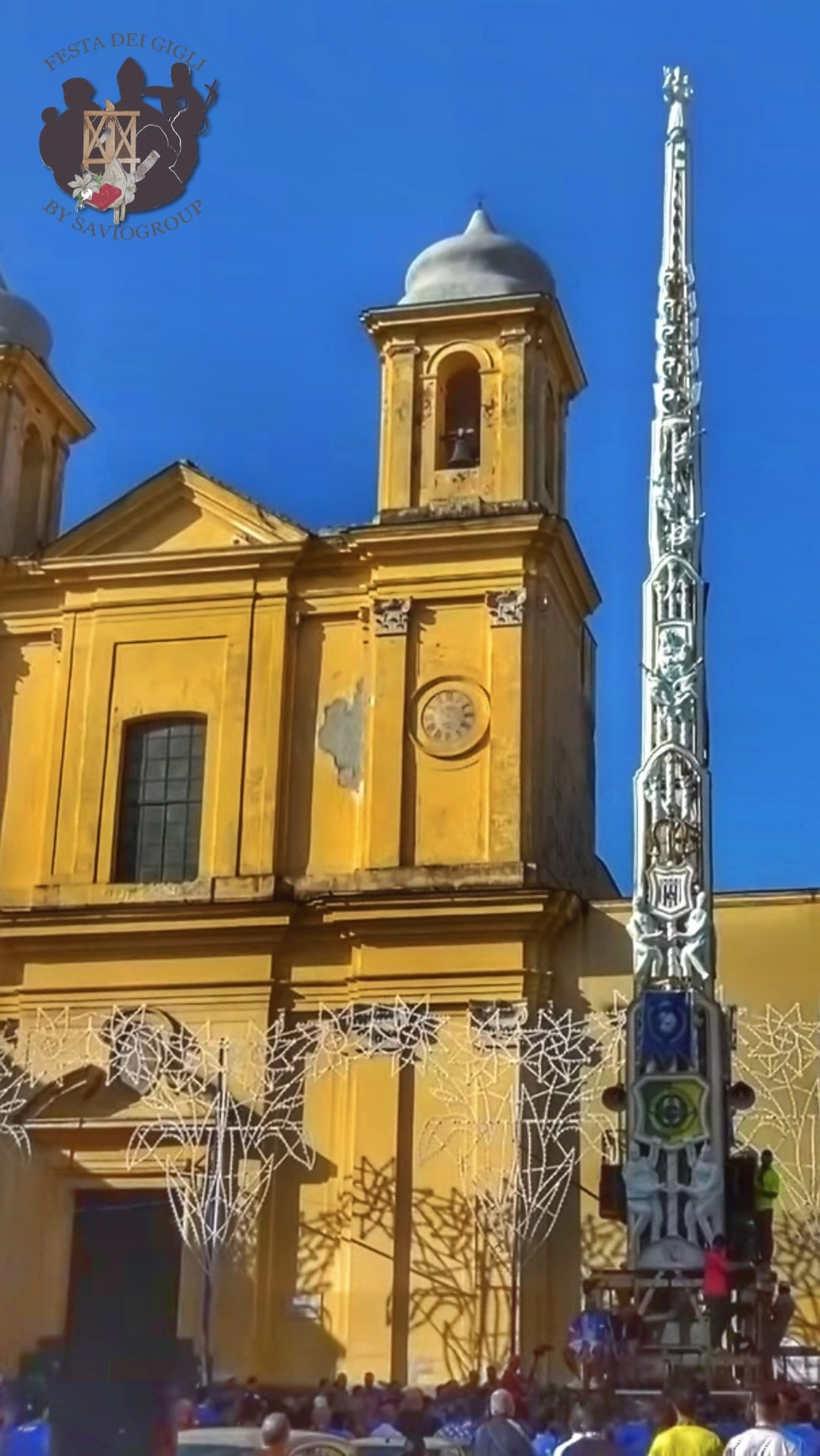
Giglio Della Paranza "Super Team La Mondiale" Posizionato In Largo Parrocchia

## Solidarietà sociale
Analogamente a tutte le periferie delle grandi città, il quartiere soffre della diffusa pratica dell'illegalità a causa della precarietà dei redditi familiari e della disoccupazione giovanile, quindi nel 1996 è sorto un coordinamento territoriale “Leonardo” formato da soggetti istituzionali (Scuole, Servizi sociali, UTB 52) e associazioni del terzo settore (Centro Ester, Coop Approdo, Istituto delle Stimmatine, etc.) con il compito di confrontarsi e di programmare una serie di attività di assistenza sociale.
L'esperienza del coordinamento ha messo in luce la necessità di affrontare le problematiche del territorio in maniera sussidiaria ai residenti e a coloro che lavorano in prima linea con i problemi del quartiere. Tra i progetti realizzati si segnalano “Si è e si va” che ha coinvolto circa 60 minorenni del Centro polifunzionale di piazza Bisignano in un laboratorio ludico-ricreativo e “Chance” per la lotta alla dispersione scolastica che si basa sul recupero dei saperi disciplinari tramite l'assegnazione di un tutor per ciascun allievo.

## Sport
La Barrese è la squadra locale, con una lunga tradizione calcistica. Nel 1967 la F.I.G.C. istituisce il campionato di Promozione e il primo campionato della stagione 1967-68 fu giocato solo in Lombardia e in Campania. Nelle altre regioni nella stessa stagione fu giocato il campionato di Prima Categoria. La squadra denominata S.P. Barrese vi partecipò: il primo presidente della nuova categoria fu Raffaele Sodano, già massimo dirigente della squadra calcistica di Pomigliano d'Arco, alla quale fu nuovamente legato negli anni ottanta.
Esiste una realtà calcistica a Barra che si chiama Il Punto di Svolta che parteciperà al campionato di promozione 2024/2025 in promozione girone B
La Napoli Barrese calcio a cinque è una squadra italiana di calcio a 5 fondata nel 2002 con il nome di Mini Soccer Barra, che milita nel campionato italiano di Serie A di calcio a cinque.
Nel quartiere è presente il Centro Ester, struttura polisportiva di alto livello, la cui squadra di pallavolo femminile ha ottenuto numerosi successi in ambito nazionale ed europeo.

## Scuole
Le istituzioni scolastiche a Barra:
- Scuola Media Statale Francesco Solimena: Corso Bruno Buozzi;
- Scuola Media Statale Giulio Rodinò (ex Raffaele Testa): via Mastellone;
- Asilo e Scuola Elementare 48º Circolo "Madre Claudia Russo": via Repubbliche Marinare;
- Asilo e Scuola Elementare 69 °Circolo "Santa Maria del Pozzo": via Giambattista Vela;
- Scuola Elementare 69 °Circolo "Mons. Barbato":  Rione Bisignano.

## Infrastrutture e trasporti

### Strade
Nel quartiere è presente il raccordo E45, che collega la tangenziale all'autostrada A3.
Gli assi viari principali sono: Corso Sirena, viale della Villa Romana, via delle Repubbliche Marinare, Corso Bruno Buozzi, via Luigi Volpicella, via Figurelle, via Argine, Corso IV Novembre, Piazza Abbeveratorio.

### Ferrovie

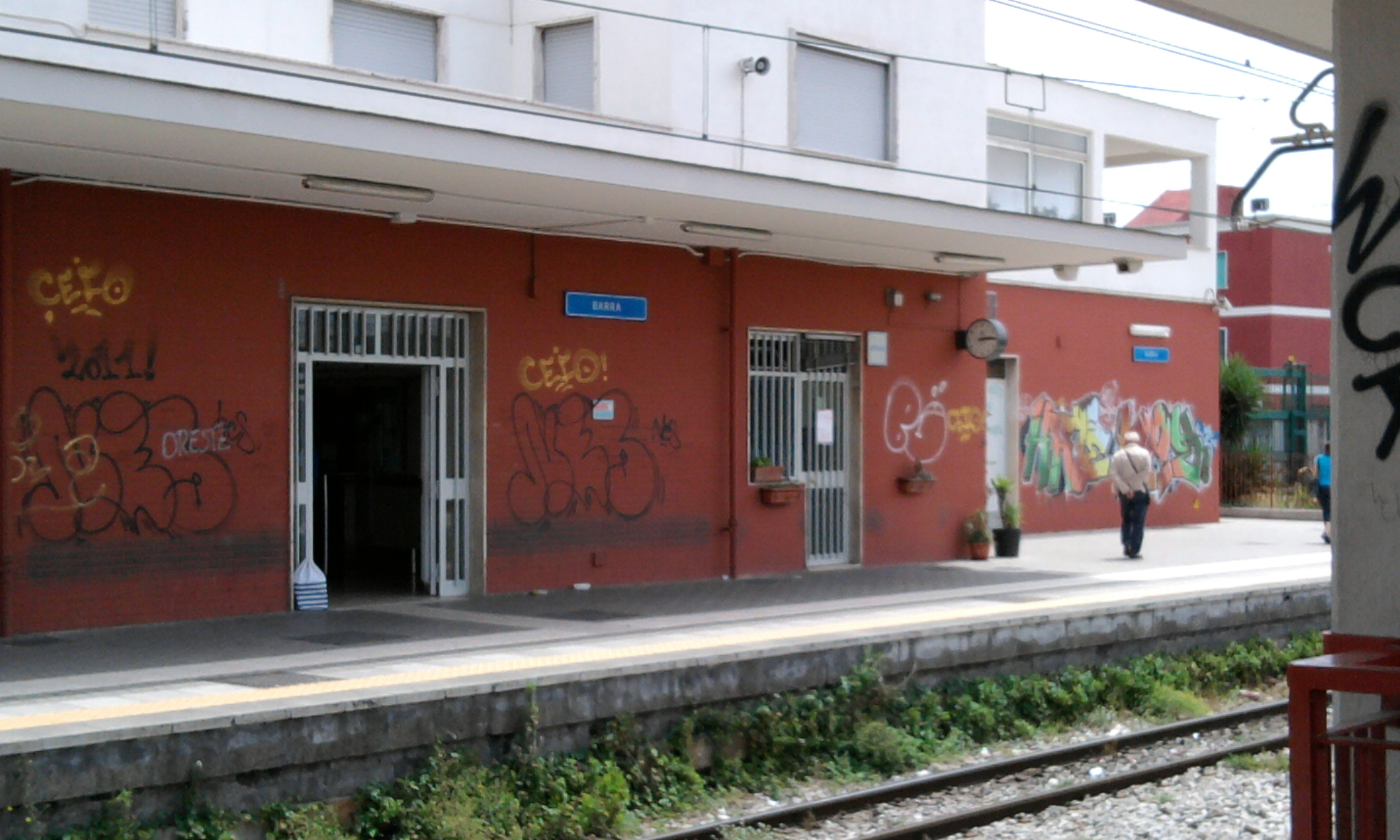
La stazione di Barra della ferrovia circumvesuviana

La stazione di Barra dell'Ente Autonomo Volturno, è servita dalle linee Napoli-Ottaviano-Sarno e Napoli-Pompei-Poggiomarino, la Stazione di Santa Maria del Pozzo, del medesimo gestore, è posta sulle linee Napoli-Sorrento e Napoli-Pompei-Poggiomarino mentre la Stazione di Bartolo Longo, adiacente al cimitero di Barra, si trova sulla linea Napoli-San Giorgio a Cremano.
Fra il 1879 e il 1980 il quartiere era inoltre servito da una diramazione della tranvia Napoli-Portici-Torre del Greco che serviva anche San Giovanni a Teduccio.